# Johnny Farago
Jean-Yves Béland (15 juin 1944 - 31 juillet 1997), mieux connu sous le pseudonyme de Johnny Farago (Béland étant le nom de sa mère et Farago le nom de son père), est un chanteur québécois.

## Biographie
Il grandit dans le quartier Saint-Sauveur. Il est membre du groupe Les Mercedes jusqu'en 1964, après quoi il fait carrière seul et devint populaire dans la deuxième moitié des années 1960, surtout grâce à des versions françaises de succès américains.  Admirateur inconditionnel d'Elvis Presley, il passa une grande partie de sa carrière à l'imiter et à lui rendre hommage. 
Il meurt le 31 juillet 1997 des suites d'un AVC dans son appartement de Montréal à l'âge de 53 ans. Il est inhumé au cimetière Saint-Charles.

## Hommages
- Une plaque sur laquelle est inscrit "Ici vécut Johnny Farago" est installée au 630 rue Boisseau à Québec, son ancien lieu de résidence[4].